# Chiesa di San Bernardino (Pistoia)
La chiesa di San Bernardino è una ex chiesa pistoiese in via della Provvidenza, già annessa allo scomparso monastero di San Giorgio.

## Storia e descrizione

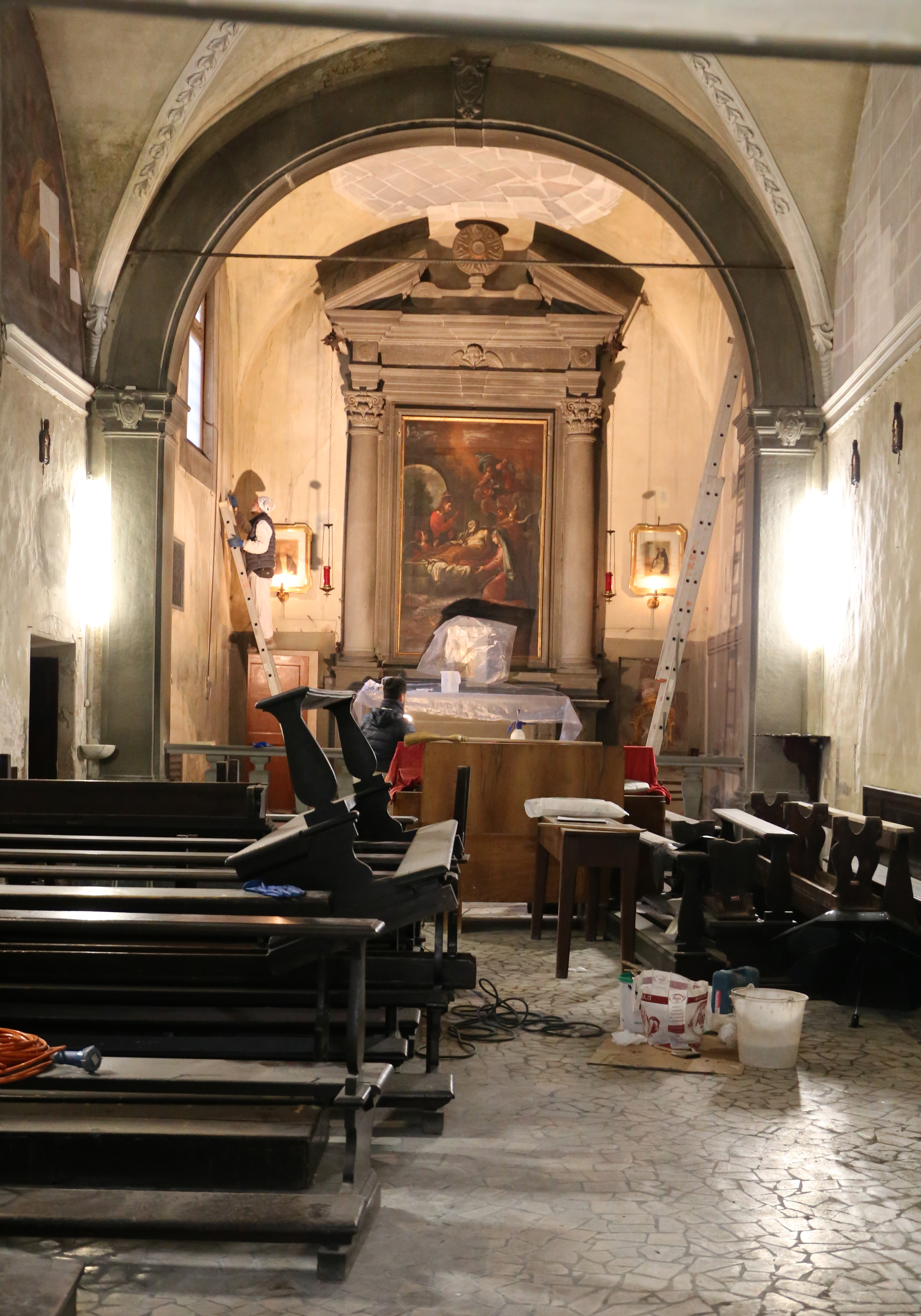
L'interno

Esisteva qui un ricovero femminile per malate o pellegrine dedicato a san Matteo, con annessi un oratorio dedicato a san Bernardino e un monastero di terziarie francescane,  fondato verso il 1445, per fornire assistenza. L'iniziativa fu presa da Caterina e Giovanni Lenzi, quest'ultimo membro della Societas Disciplinatorum Sanctae Crucis che aveva sede presso l'ospedale della Crocetta di Sant'Ansano, in piazza San Lorenzo.
La dedica del monastero a san Giorgio risale al 1452, quando la struttura venne assoggetta al monastero di San Giorgio alla Costa a Firenze. Nel 1752 passò alle suore di Santa Elisabetta, già ospitate presso la chiesa di San Vitale. 
Soppresso il tutto da Scipione de' Ricci, il complesso divenne di proprietà del Comune, mentre la chiesetta, che conserva affreschi e arredi settecenteschi, è stata poi data in uso al vicino conservatorio delle Crocifissine.